# Јурај Војсалић Хрватинић
Јурај Војсалић (умро после 1438.) је био кнез (1419-1421) и војвода (1421-после 1438) Доњих Краја. Припадао је породици Хрватинића. Наследио је велики део поседа свога стрица, херцега Хрвоја Вукчића. Служио је босанске краљеве Стефана Остојића и Твртка II Твртковића. Учествовао је у грађанском рату 1430—1435. године на страни босанског и угарског краља против Сандаља Хранића и Радивоја Остојића. Последњи пут се као жив помиње 1438. године.

## Детињство и младост
Јурај Војсалић је био син војводе Војислава, сина Вукца Хрватинића и брат Хрвоја, Драгише и Вука. Јурај се први пут помиње 15. маја 1417. године. Дубровачко веће расправља о држању Јурјевих забављача. У изворима га срећемо 1419. године у повељи босанског краља Стефана Остојића (1418-1421). Остојић је овом повељом потврдио Дубровчанима повластице својих претходника. Иступа као прави сведок херцега Хрвоја чији је син, Балша Херцеговић, умро убрзо након оца, а удовица, Јелена Нелипчић, се преудала за Стефановог оца, краља Остоју. Јурај је овде сведок "Доњих Краја" са титулом кнеза. Исту титулу носи и 1420. године, да би се следеће, 1421. године, јавио са титулом војводе. Јурај је брзо напустио свргнутог краља Стефана и пришао новом, Твртку. У Твртковој пратњи Јурај је 16. августа 1420. године када је краљ Дубровчанима даровао жупу Конавле, град Сокол, а и следеће године, 18. августа, када је Дубровчанима потврдио повластице својих претходника. Јурај се помиње међу "добрим Бошњанима" са титулом војводе.

## Грађански рат
У наредном периоду се не помиње у изворима. Следећи помен је из 1434. године када Јурај, "војвода Доњих Крајева и веће" наступа као жестоки противник великог војводе босанског Сандаља Хранића, односно као савезник краља Твртка II Твртковића. Претходне две године Твртко је био под сталним притиском Турака који су пружали подршку противкраљу Радивоју Остојићу. Остојић је боравио на територији Сандаља Хранића. Угарски краљ Жигмунд Луксембуршки послао је краљу Твртку помоћне одреде предвођене Матијом Таловцем. Таловац је Турцима преотео неколико значајних градова у долини реке Врбас. Јурај је такође учествовао у овом рату и Хранићу је преотео поседе у западном Хуму. Тада је од вазалне зависности ослобођена властела Радивојевића. Њих је двадесетак година раније херцег Хрвоје Вукчић приморао на послушност. Повељом издатом 12. августа 1434. године, војвода Јурај је, са својим синовима Петром и Јурајом, потврдио Радивојевићима поседе које су држали и ставио их у заштиту фра Жуана. Списак жупа које се помињу у повељи показује да је Јурај владао већим делом Доњих Краја, западним Хумом, а вероватно и територијом која се налазила између ових области. Јурај, међутим, није држао целу жупу Сану као његов стриц, већ само њен најјужнији део. Краљ Стефан Томаш је 1446. године потврдио држање жупе Сане синовима Иваниша Драгишића. Јурај је око 1434. године вероватно наступао као намесник одсутног краља. Сам себе назива "ја војвода Јурај, по милости Божијој, војвода Доњих Крајева".
Крајем маја 1434. године Млечани су Јураја примили за свог властелина и поверили му грађанство. У повељи долази до изражаја Јурајева припадност католичкој вери. Јурај је у лето 1434. године успео од Сандаља Хранића преотети град Крешево кога је војвода босански годину дана раније освојио од краља Твртка. Од Дубровчана је тражио бродове. Војвода Јурај се последњи пут помиње 1438. године када му се Матија Таловец обраћа поводом жалби које су Дубровчани имали на Стефана Вукчића Косачу. Изгледа да је Јурај тада изгубио већину градова које је 1434. године освојио од Сандаља Хранића.

## Породица
Јурај је био син војводе Војислава, унука Хрватина Стјепанића, родоначеника породице Хрватинића. Жена му се звала Теодора, унука Које Закарија, господара Дања и ћерка Боље, удовице Балше III Балшића (1403-1421). Јурај је имао двојицу синова: Петра и Јурја. Петар, наследник војводе Јураја, је 1434. године носио титулу кнеза. Јурај Млађи помиње се само у повељи Јураја из 1434. године.

## Породично стабло
|  |                            |  |  |  |  |  |  |  |  |  |  |  |  |  |  |  |
|  | Стјепан (кнез Доњих Краја) |  |  |  |  |  |  |  |  |  |  |  |  |  |  |  |
|  |                            |  |  |  |  |  |  |  |  |  |  |  |  |  |  |  |
|  |                            |  |  |  |  |  |  |  |  |  |  |  |  |  |  |  |
|  | Хрватин Стјепанић          |  |  |  |  |  |  |  |  |  |  |  |  |  |  |  |
|  |                            |  |  |  |  |  |  |  |  |  |  |  |  |  |  |  |
|  |                            |  |  |  |  |  |  |  |  |  |  |  |  |  |  |  |
|  | Вукац Хрватинић            |  |  |  |  |  |  |  |  |  |  |  |  |  |  |  |
|  |                            |  |  |  |  |  |  |  |  |  |  |  |  |  |  |  |
|  |                            |  |  |  |  |  |  |  |  |  |  |  |  |  |  |  |
|  | Војислав Вукчић Хрватинић  |  |  |  |  |  |  |  |  |  |  |  |  |  |  |  |
|  |                            |  |  |  |  |  |  |  |  |  |  |  |  |  |  |  |
|  |                            |  |  |  |  |  |  |  |  |  |  |  |  |  |  |  |
|  | Ђурађ Војсалић             |  |  |  |  |  |  |  |  |  |  |  |  |  |  |  |
|  |                            |  |  |  |  |  |  |  |  |  |  |  |  |  |  |  |
|  |                            |  |  |  |  |  |  |  |  |  |  |  |  |  |  |  |